# علوان
قرية علوان هي إحدى القرى التابعة لمركز أسيوط في محافظة أسيوط في جمهورية مصر العربية. حسب إحصاءات سنة 2006، بلغ إجمالي السكان في علوان 10216 نسمة، منهم 5361 رجل و4855 امرأة.